# A1 Ethniki 2021-22
La A1 Ethniki 2021-22, conocida por motivos de patrocinio como Stoiximan Basket League, fue la edición número 82 de la liga griega y la número 30 con el formato actual y la denominación de A1 Ethniki, la máxima competición de baloncesto de Grecia. La temporada regular comenzó el 3 de octubre de 2021 y terminó en junio de 2022, proclamándose campeón el Olympiacos, que se hacía con su decimotercer título.

## Equipos temporada 2021-22
El AS Apollon Patras, tras liderar la A2 Ethniki la temporada anterior, ascendió a la máxima categoría.
| Club              | Ciudad                 | Pabellón                               | Cap.   | Temp. |
| ----------------- | ---------------------- | -------------------------------------- | ------ | ----- |
| AEK               | Atenas (Marusi)        | Olympic Indoor Hall                    | 18 500 | 56    |
| Aris              | Salónica               | Alexandrio Melathron                   | 5138   | 59    |
| Apollon Patras    | Patras                 | Alexandreio Melathron Nikos Galis Hall | 5138   | 33    |
| Ionikos Nikaias   | Atenas (Palaio Faliro) | Sofia Befon Indoor Hall                | 1204   | 15    |
| Iraklis B.C.      | Salónica               | Ivanofeio Sports Arena                 | 2500   | 44    |
| Kolossos          | Rodas                  | Venetoklio Indoor Hall                 | 1242   | 16    |
| Larisa            | Larissa                | Larissa Neapolis Indoor Arena          | 4000   | 3     |
| Lavrio Megabolt   | Lavrio                 | Lavrio Indoor Hall                     | 1700   | 7     |
| Olympiacos        | Atenas (Piraeus)       | Peace and Friendship Stadium           | 12 000 | 54    |
| Panathinaikos     | Atenas (Marousi)       | OAKA Indoor Hall                       | 18 500 | 59    |
| PAOK              | Salónica (Pylaia)      | PAOK Sports Arena                      | 8162   | 58    |
| Peristeri         | Atenas (Peristeri)     | Peristeri Arena                        | 4000   | 23    |
| Promitheas Patras | Patras                 | Dimitris Tofalos Arena                 | 5150   | 6     |

## Temporada regular
Actualizado:15 de mayo de 2022
| Pos. | Equipo            | PJ | G  | P  | PF   | PC   | DP   | Pts | Clasificación o descenso |
| ---- | ----------------- | -- | -- | -- | ---- | ---- | ---- | --- | ------------------------ |
| 1    | Olympiacos        | 24 | 23 | 1  | 2223 | 1743 | +480 | 47  | Accede a Playoffs        |
| 2    | Panathinaikos     | 24 | 22 | 2  | 2003 | 1644 | +359 | 46  | Accede a Playoffs        |
| 3    | Kolossos          | 24 | 15 | 9  | 1801 | 1771 | +30  | 39  | Accede a Playoffs        |
| 4    | AEK               | 24 | 13 | 11 | 1827 | 1925 | −98  | 37  | Accede a Playoffs        |
| 5    | Promitheas Patras | 24 | 12 | 12 | 1857 | 1878 | −21  | 36  | Accede a Playoffs        |
| 6    | Larisa            | 24 | 12 | 12 | 1856 | 1953 | −97  | 36  | Accede a Playoffs        |
| 7    | Aris              | 24 | 11 | 13 | 1832 | 1853 | −21  | 35  | Accede a Playoffs        |
| 8    | Peristeri         | 24 | 10 | 14 | 1808 | 1862 | −54  | 34  | Accede a Playoffs        |
| 9    | PAOK              | 24 | 10 | 14 | 1829 | 1818 | +11  | 34  |                          |
| 10   | Lavrio            | 24 | 8  | 16 | 1773 | 1928 | −155 | 32  |                          |
| 11   | Apollon Patras    | 24 | 8  | 16 | 1748 | 1913 | −165 | 32  |                          |
| 12   | Ionikos Nikaias   | 24 | 6  | 18 | 1835 | 1988 | −153 | 30  |                          |
| 13   | Iraklis           | 24 | 6  | 18 | 1795 | 1911 | −116 | 30  | Descenso a A2 Ethniki    |

 Fuente: ESAKE

### Playoffs
|  | Cuartos de final  | Cuartos de final  |                   |   | Semifinales            | Semifinales            |  |  | Final | Final |
|  |                   |                   |                   |   |                        |                        |  |  |       |       |
|  |                   |                   |                   |   |                        |                        |  |  |       |       |
|  |                   |                   |                   |   |                        |                        |  |  |       |       |
|  | Olympiacos        | 2                 |                   |   |                        |                        |  |  |       |       |
|  | Olympiacos        | 2                 |                   |   |                        |                        |  |  |       |       |
|  | Peristeri         | 0                 |                   |   |                        |                        |  |  |       |       |
|  | Peristeri         | 0                 | Olympiacos        | 3 |                        |                        |  |  |       |       |
|  |                   |                   | Olympiacos        | 3 |                        |                        |  |  |       |       |
|  |                   | Promitheas Patras | 0                 |   |                        |                        |  |  |       |       |
|  | AEK               | Promitheas Patras | 0                 | 0 |                        |                        |  |  |       |       |
|  | AEK               |                   |                   | 0 |                        |                        |  |  |       |       |
|  | Promitheas Patras | 2                 |                   |   |                        |                        |  |  |       |       |
|  | Promitheas Patras | 2                 | Olympiacos        | 3 |                        |                        |  |  |       |       |
|  |                   |                   | Olympiacos        | 3 |                        |                        |  |  |       |       |
|  |                   | Panathinaikos     | 0                 |   |                        |                        |  |  |       |       |
|  | Panathinaikos     | Panathinaikos     | 0                 | 2 |                        |                        |  |  |       |       |
|  | Panathinaikos     |                   |                   | 2 |                        |                        |  |  |       |       |
|  | Aris              | 0                 |                   |   |                        |                        |  |  |       |       |
|  | Aris              | 0                 | Panathinaikos     | 3 |                        |                        |  |  |       |       |
|  |                   |                   | Panathinaikos     | 3 |                        |                        |  |  |       |       |
|  |                   | Larisa            | 2                 |   | Tercer y cuarto puesto | Tercer y cuarto puesto |  |  |       |       |
|  | Kolossos          | Larisa            | 2                 | 0 | Tercer y cuarto puesto | Tercer y cuarto puesto |  |  |       |       |
|  | Kolossos          |                   |                   | 0 |                        |                        |  |  |       |       |
|  | Larisa            | 2                 |                   |   |                        |                        |  |  |       |       |
|  | Larisa            | 2                 | Promitheas Patras | 0 |                        |                        |  |  |       |       |
|  |                   |                   |                   |   |                        |                        |  |  |       |       |
|  | Larisa            | 2                 |                   |   |                        |                        |  |  |       |       |
|  | Larisa            | 2                 |                   |   |                        |                        |  |  |       |       |